# Henri Bernier d'Hongerswal

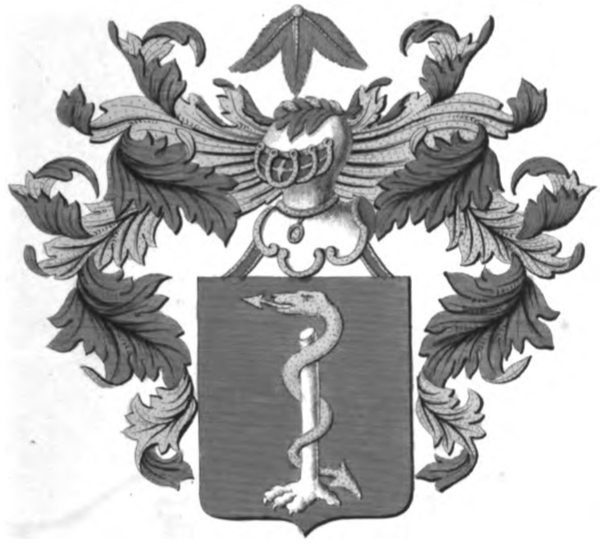
Wapen van de familie Bernier d'Hongerswal

Henri Bernier d'Hongerswal (Veurne, 4 juni 1780 - 19 april 1850) was een Zuid-Nederlands edelman en burgemeester van Veurne.

## Levensloop
Henri Antoine Pierre François Placide Bernier was een zoon van Roland-Antoine Bernier (° 1739) heer van Hongerswal, officier van de Zwitserse Wacht in het Frans leger, en van Anne Lefebvre.
Onder het Consulaat werd zijn vader in 1800 burgemeester van Veurne, maar hij werd al in 1802 door prefect Justin de Viry afgezet vanwege zijn te welwillende houding tegenover de Boetprocessie in Veurne. 
Henri werd in 1825 erkend in de erfelijke adel onder het Verenigd Koninkrijk der Nederlanden en opgenomen in de Ridderschap van West-Vlaanderen.
Hij werd districtscommissaris voor Veurne, met rang van luitenant-kolonel. Hij werd ook nog burgemeester van Veurne. 
Hij trouwde in 1806 met Marie Barbe Deschoolmeester (Veurne, 1782-1870), dochter van onderzoeksrechter Philippe Deschoolmeester en Antoinette Looten. Het echtpaar bleef kinderloos.